# 原田明莉
原田 明莉（はらだ あかり、2003年4月26日 - ）は、日本の女性タレント、女優。
神奈川県出身。愛称は、だーはらである。

## 略歴
2012年 - A-Team Group KIDS AUDITION2012に合格。
2019年4月 - 高校進学と同時に空手に専念するため芸能活動を休止。
2021年 - 高校総体空手女子組手で優勝 。

## 人物
- 趣味は筋トレ、ストレッチ、弟と遊ぶ[2][3]。
- 特技は空手[注釈 3]、水泳、短距離走。
- Let's天才てれびくん、天才てれびくんYOUで、てれび戦士として、長年務めてきた。

## 出演作品

### バラエティ番組
- 天才てれびくんシリーズ（NHK Eテレ） - てれび戦士
  - Let's天才てれびくん（2014年3月31日 - 2017年3月30日）
  - 天才てれびくんYOU（2017年4月3日 - 2018年3月29日）

### テレビドラマ
- フルーツ宅配便（2019年2月2日 - 2019年2月9日、テレビ東京） - 本橋えみ（中学生時代） 役

### CM
- ネスレ日本 ネスカフェ エクセラ「新!こまやか焙煎」（2019年）

### PV
あっくん「プレゼント」

### MAGAZINE
- 学研プラス『BOMB 1月号 ルーキーだGO！GO！』